# SV Sagittae
SV Sagittae är en eruptiv variabel av RCB-typ (RCB) i stjärnbilden Pilen.
Stjärnan har magnitud +10,3 och når i förmörkelsefasen ner till +16,5. 